# Pithys
Pithys è un genere di uccelli passeriformi appartenente alla famiglia Thamnophilidae.

## Tassonomia
Comprende le seguenti specie:
- Pithys albifrons (Linnaeus, 1766) - pigliaformiche facciabianca
- Pithys castaneus Berlioz, 1938 - pigliaformiche castano